# Отрадный проспект
Отра́дный проспе́кт — проспект в Соломенском районе города Киева, местности Караваевы дачи, Отрадный. Пролегает от Нежинской и Гарматная улицы до железнодорожного путепровода и улицы Девятого Мая.
К проспекту примыкают улицы Августина Волошина, Черновецкая, Михаила Донца, Ивана Поддубного, Чернышевского, Героев Севастополя, Попельнянская, Суздальская, бульвар Вацлава Гавела, улицы Николая Шепелева, Пост-Волынская,  железнодорожный путепровод (проспект пролегает под железнодорожными путями) и улица Качалова.

## История
Возник в 1-й половине XX столетия (начал формироваться в 1940-е годы), имел название Новонежинская улица (как продолжение Нежинской улицы). В 1961—1992 р. — проспект Чубаря. Современное название — с 1992 года, от исторической местности и жилмассива, через которые пролегает проспект.
Застройка нечётной стороны проспекта — преимущественно малоэтажная (1-2-этажные здания), частично — промышленные предприятия, чётная сторона — жилая многоэтажная застройка (преимущественно 5-этажки).

## Важные заведения
- № 4 б — Авиакосмический лицей;
- № 8 а — специализированный детский сад № 51;
- № 14/45 — библиотека № 13;
- № 14/45 а — детский сад № 398;
- № 20 — средняя школа № 173;
- № 36 в — средняя школа № 22;
- № 24 а — школа-детсад «Ясочка»;
- № 52 — Экспериментальный завод железобетонных шпал;
- № 93/2 — Кислородный завод
- № 103 — Домостроительный комбинат № 3 (ДСК-3); городской баскетбольный клуб «Киевский строитель»;